# Karoline Bayer
Karoline Bayer, auch Caroline Bayer (* 1821; † 11. Juli 1903 in Heidelberg) war eine deutsche Krankenpflegerin und Oberschwester einer Rot-Kreuz Kinderheilanstalt (Luisenanstalt Heidelberg).

## Leben
Karoline Bayer gehörte zunächst dem evangelischen Diakonissen-Mutterhaus Karlsruhe-Rüppurr an. Sie absolvierte dort ihre Ausbildung zur Krankenpflegerin, wie die damalige Berufsbezeichnung in Rüppurr lautete. Aufgrund ihrer organisatorischen Fähigkeiten wurde sie im Mutterhaus in Rüppurr vergleichsweise rasch zur Oberschwester befördert. Wegen Unstimmigkeiten hinsichtlich ihres selbstständigen Führungsstils verließ sie das Diakonissen-Mutterhaus und schloss sich dem Badischen Frauenverein vom Roten Kreuz an, der in Karlsruhe stark präsent war.
Auch hier wurde sie sofort mit einer der damals noch seltenen Leitungsfunktionen einer Oberschwester beauftragt. Sie übernahm 1860 die pflegerische Leitung der von Theodor von Dusch (1824–1890) in Heidelberg zunächst in einer angemieteten Zweizimmerwohnung mit sechs Betten eröffneten Kinderheilanstalt "Luisenanstalt", die dann in die Bergheimer Straße 39 umzog. Die "Luisenanstalt" hatte eine Belegung von 33 Kindern während des ersten Jahres (Ausnahme: Neugeborene und Säuglinge) und ist die Vorläufereinrichtung der späteren Heidelberger Universitäts-Kinderklinik. "Als Pflegepersonal wurde eine Oberaufseherin, Fräulein Caroline Bayer und ein Dienstmädchen eingestellt," wurde im Jahresbericht 1860 vermerkt. Karoline Bayer wurde als ausgesprochen tüchtig beschrieben. Sie erledigte die pflegerischen und hauswirtschaftlichen Geschäfte der neuen Klinik in der Anfangszeit mit einem einzigen Dienstmädchen. Karoline Bayer verbrachte Jahrzehnte in der Luisenanstalt und wurde später auch erste Oberin des neuen Hauses. Somit hat sie Anteil an der Problemlösung, die während der Entstehungsgeschichte der Klinik immer wieder notwendig wurde. Karoline Bayers Name ist, wenngleich heute vergessen, dennoch mit dem Aufstieg der Klinik verbunden.
Ab 1869 beteiligte sich Karoline Bayer zudem als Lehrkraft an der Ausbildung von Krankenwärterinnen des Badischen Frauenvereins. Im Kriegsjahr 1870/71 wurde sie, wie viele andere Krankenpflegerinnen der Badischen Frauenvereine vom Roten Kreuz auch, in die Lazarettpflege eingezogen. Sie überstand den Krieg unverletzt. Nach ihrer Rückkehr übernahm sie erneut ihren Posten der Oberschwester Karoline in der Luisenanstalt Heidelberg. Im Jahr 1887 wurde Katharina Bühler zu ihrer Nachfolgerin berufen. Karoline Bayer bezog im Obergeschoss der Luisenheilanstalt ein, durchaus geräumiges, so genanntes „Altersstübchen“, wo sie bis zu ihrem Tode wohnhaft bleiben konnte.
Ein Feierabendhaus stand für sie nicht zur Verfügung. Karoline Bayer engagierte sich weiterhin im Rahmen ihrer Möglichkeiten in der Luisenheilanstalt und arbeitete in der Nähstube mit. Sie erlebte in ihrem Altersstübchen noch den ägyptischen Kinderarzt Jussuf Ibrahim, der sich unter Oswald Vierordt als erster Arzt an der Heidelberger Luisenanstalt für das Fach Pädiatrie im Jahr 1904 habilitieren sollte. Karoline Bayer, eine der ersten Frauen in der Funktion einer Oberschwester in Baden, verstarb in Heidelberg. Im Jahr 1899 wurde Pia Bauer, eine der ersten Röntgenschwestern und Nestorin für die onkologische Pflege, die demselben Rotkreuz Mutterhaus in Karlsruhe angehörte wie Karoline Bayer, ebenfalls Oberin im akademischen Krankenhaus Heidelberg, sowie wenige Jahre danach im Samariterhaus.
Im Foyer des Zentrums für Kinder- und Jugendmedizin des Universitätsklinikums Heidelberg befindet sich, im Unterschied zu Theodor von Dusch, leider keine Gedenktafel für Oberin Karoline Bayer (2016).

### Ehrendoktorwürde der Med. Fak. Heidelberg für Henry Dunant
Im Jahr 1903, dem Todesjahr von Karoline Bayer, wurde dem Begründer des Internationalen Roten Kreuzes, Henry Dunant, zu dessen Mutterhaus Karoline Bayer gehörte, von der Medizinischen Fakultät der Ruprecht-Karls-Universität die Ehrendoktorwürde für seine Verdienste um Krankenpflege und spezielle Kriegskrankenpflege verliehen. Der Arzt, Krebsforscher und ärztliche Vorgesetzter Pia Bauers, Vinzenz Czerny, betonte bei der Zentenarfeier der Ruperto Carola im Jahr 1903 die Entwicklung der freien Wissenschaft der Ruprecht-Karls-Universität seit dem Jahr 1803 und knüpfte damit an die Tradition seines Vorgängers Franz Anton Mai und dessen Verdienste um die Akademisierung der Pflege bereits hundert Jahre zuvor an. Aus gesundheitlichen Gründen war es Dunant nicht möglich, die Zentenarfeier zu besuchen. Er beschränkte sich auf schriftliche Grußworte.